# Мукету-Муссунда, Алекс Йован Кевин
Алекс Йован Кевин Мукету-Муссунда (фр. Alex Yowan Kevin Moucketou-Moussounda; род. 10 октября 2000, Либревиль) — габонский футболист, защитник лимасольского «Ариса» и национальной сборной Габона. Выступает на правах аренды за клуб «Кан».

## Карьера

### «Арис» Лимасол

#### Начало карьеры
Выступал в габонских клубах «Мангаспорт», вместе с которым стал победителем габонского чемпионата, и «Буэнгиди». В августе 2021 года кипрский клуб «Арис» из Лимасола объявил о подписании габонского защитника. Дебютировал за свой клуб 2 октября 2021 года против «Этникоса», отыграв весь матч. За первую половину сезона игрок больше являлся игроком замены. В сезоне 2022 года первый матч сыграл в рамках квалификации Лиги конференций 21 июля 2022 года против азербайджанского «Нефтчи». Первый матч в чемпионате сыграл 28 августа 2022 года против клуба АЕЛ, выйдя в стартовом составе. Со старта нового сезона сразу стал ключевым игроком клуба. По итогу сезона досрочно стал победителем кипрского чемпионата.

#### Сезон 2023/24
Новый сезон футболист начал с победы за Суперкубок Кипра, где 21 июля 2023 года победили никосийскую «Омонию». В июле 2023 года футболист вместе с клубом отправился на квалификационные матчи Лиги чемпионов УЕФА. Первый матч в рамках еврокубкового турнира сыграл 26 июля 2023 года против белорусского клуба БАТЭ. В рамках третьего квалификационного раунда футболист вместе с клубом по сумме матчей уступил польскому «Ракуву» и вылетел в раунд плей-офф Лига Европы УЕФА. Первый матч в чемпионате сыграл 21 августа 2023 года против клуба АЕК. Вместе с клубом вышел в групповой этап Лиги Европы УЕФА, победив в квалификационном раунде плей-офф словацкий «Слован». Первый матч в рамках группового этапа Лиги Европы УЕФА сыграл 21 сентября 2023 года против чешской «Спарты». Дебютный гол за клуб забил 5 октября 2023 года в матче Лиги Европы УЕФА против шотландского клуба «Рейнджерс». В октябре 2023 года продлил контракт с клубом до 2027 года. По итогу группового этапа Лиги Европы УЕФА футболист вместе с клубом занял итоговое последнее место и завершил своё выступление на еврокубковом турнире. На протяжении сезона футболист выступал в роли одного из ключевых игроков, отличившись забитым голом и результативной передачей во всех турнирах, также став серебряным призёром чемпионата.

#### Аренда в «Кан»
Новый сезон футболист начинал в составе кипрского «Ариса», однако за первую половину чемпионата провёл всего лишь 2 встречи, оставаясь в основной на скамейке запасных. В январе 2025 года футболист на правах арендного соглашения присоединился к французскому «Кану» до конца сезона с опцией выкупа. Дебютировал за клуб футболист 17 января 2025 года в матче против «Аяччо», выйдя на поле в стартовом составе. Также футболист 5 апреля 2025 года провёл встречу за вторую команду против клуба «Сент-Уан-л’Омон», выйдя на поле в стартовом составе. По итогу сезона футболист вместе с клубом завершил чемпионат на итоговом последнем месте, вылетев в Насьональ. На протяжении сезона футболист выступал за клуб в роли одного из основных игроков, однако концовку сезона провёл на скамейке запасных, результативными действиями не отличившись. По окончании срока арендного соглашения футболист покинул клуб.

#### Сезон 2025/26
К новому сезону начинал готовиться вместе с лимасольским «Арисом». В июле 2025 года вместе с клубом отправился на квалификационные матчи Лиги конференций УЕФА. Первый матч в рамках еврокубкового турнира сыграл 24 июля 2025 года против венгерского клуба «Академия Пушкаша». В третьем квалификационном раунде участие не принимал, по итогу которого кипрский клуб вылетел из турнира.

## Международная карьера
В октябре 2021 года был вызван в национальную сборную Габона. Дебют игрока состоялся в ответном матче против Анголы 11 октября 2021 года в рамках отборочных матчей на Чемпионат Мира 2022, где габонский защитник забил и свой первый гол. Также сыграл против Ливии и Египта. 
Принимал участие в Кубке африканских наций 2021. На групповом этапе встретился со сборными Коморских Осторов, где габонец не сыграл, а также Ганы, в матче против которой игрок дебютировал на турнире, и Марокко, где футболист вышел на поле в стартовом составе. Сыграв 2 раза в ничью и одержав одну победу, габонцы вышли в раунд плей-офф. В матче 1/16 против сборной Буркина-Фасо габонские футболисты были на грани вылета с турнира, однако они сравняли счёт на первой добавленной минуте ко второму тайму благодаря автоголу полузащитника Буркина-Фасо Адамы Гира и вывели сборную в серию пенальти, где буркинийцы всё таки оказались сильнее.

## Достижения
«Мангаспорт»
- Чемпион Габона: 2017/18

«Арис» Лимасол
- Чемпион Кипра: 2022/23
- Обладатель Суперкубка Кипра: 2023